# جو كوكس (لاعب كريكت)
جو كوكس (28 يونيو 1886 في جنوب أفريقيا - 4 يوليو 1971 في زيمبابوي) (بالإنجليزية: Joe Cox)‏ هو لاعب كريكت جنوب أفريقي. شارك مع منتخب جنوب أفريقيا الوطني للكريكت. أما مع النوادي، فقد لعب مع فريق كوازولو ناتال للكريكت ‏.

## وصلات خارجية
- جو كوكس على موقع إي آس بي آن كريك إنفو (الإنجليزية)